# Discografia de Felipe Araújo
A discografia de Felipe Araújo, um cantor e compositor brasileiro, consiste em dois álbuns ao vivo, dois extended plays, dez singles e um videoclipe lançados desde o início de sua carreira.
Em novembro de 2015, o cantor lançou seu primeiro EP solo, intitulado Com Você, que contou com a canção de mesmo nome, composta por Felipe em homenagem ao irmão Cristiano Araújo, que morreu vítima de um acidente de carro. O EP contou com a participação da cantora Marília Mendonça. No dia 14 de junho de 2016, Felipe gravou seu primeiro DVD em Goiânia, intitulado 1, Dois, 3, que contou com as participações de Henrique & Juliano, Jorge & Mateus, Simone & Simaria, Zezé Di Camargo & Luciano, Leonardo e do próprio pai João Reis. O DVD foi lançado no dia 27 de julho de 2017. Em setembro de 2017, Felipe lançou o single "Amor da Sua Cama", cujo clipe contou com a participação dos atores Felipe Titto e Carol Nakamura. A música entrou no TOP 10 da Billboard, ficando em terceiro lugar. Em março de 2018, lançou seu novo single e clipe da música "Se Pegar Cê Chora".  Em maio, lançou um novo EP: Esquenta do Felipe Araújo - Ao Vivo, com 7 músicas em todas as plataformas digitais.
Em setembro, foi lançada a primeira parte de seu segundo DVD. Intitulado Por Inteiro, o álbum contém 21 faixas, sendo lançadas apenas 10 faixas. O DVD contou com participações de Ferrugem e Léo Santana.  No mesmo mês, foi lançado "Atrasadinha", o primeiro single do álbum em parceria com o cantor Ferrugem. Essa música se tornou um sucesso, estando em primeiro lugar nas músicas mais tocadas das rádios e streamings musicais do país. Em novembro de 2018, foi lançada a música "Clichê", parceria de Felipe com a cantora Ludmilla. Em janeiro de 2019, lançou a segunda parte do seu DVD Por Inteiro. Em maio de 2019, lançou "Espaçosa Demais" como segundo single do seu novo DVD.

## Álbuns

### Álbuns ao vivo
| Álbum                     | Detalhes do álbum                                                                                                  | Vendas         | Certificações     |
| ------------------------- | --- | -------------- | ----------------- |
| 1, Dois, 3                | - Lançamento: 21 de abril de 2017 - Gravadora: Universal Music - Formato(s): CD, DVD, download digital e streaming |                |                   |
| Por Inteiro               | - Lançamento: 20 de setembro de 2018 - Gravadora: Universal Music - Formato(s): DVD, download digital e streaming  | - PMB: 240.000 | - PMB: 3× Platina |
| Felipe Araújo In Brasília | - Lançamento: 29 de novembro de 2019 - Gravadora: Universal Music - Formato(s): DVD, download digital e streaming  | - PMB: 160.000 | - PMB: 2× Platina |

### Extended plays(EPs)
| Álbum                     | Detalhes do álbum                                                                                         |
| ------------------------- | --- |
| Com Você                  | - Lançamento: 28 de novembro de 2015 - Gravadora: Independente - Formato(s): Download digital e streaming |
| Esquenta do Felipe Araújo | - Lançamento: 17 de maio de 2018 - Gravadora: Universal Music - Formato(s): Download digital e streaming  |
| Eu & Vocês                | - Lançamento: 30 de maio de 2020 - Gravadora: Universal Music - Formato(s): Download digital e streaming  |

## Singles
| Título                                                                                  | Ano  | Melhor posição | Certificações      | Álbum                         |
| Título                                                                                  | Ano  | BRA            | Certificações      | Álbum                         |
| --------------------------------------------------------------------------------------- | ---- | -------------- | ------------------ | ----------------------------- |
| "Com Você"                                                                              | 2015 | —              |                    | Com Você                      |
| "Bora Beber"                                                                            | 2015 | 25             |                    | Com Você                      |
| "Amante Fiel" (part. Marília Mendonça)                                                  | 2016 | 60             |                    | Com Você                      |
| "A Mala é Falsa" (part. Henrique & Juliano)                                             | 2016 | 19             | - UMG: 2× Diamante | 1, Dois, 3                    |
| "Chave Cópia" (part. Jorge & Mateus)                                                    | 2017 | 8              |                    | 1, Dois, 3                    |
| "Amor da Sua Cama"                                                                      | 2017 | 2              | - UMG: 2× Diamante | Esquenta do Felipe Araújo     |
| "Ainda Sou Tão Seu"                                                                     | 2018 | 2              | - PMB: Diamante    | Esquenta do Felipe Araújo     |
| "Atrasadinha" (part. Ferrugem)                                                          | 2018 | 1              | - PMB: 3× Diamante | Por Inteiro                   |
| "Espaçosa Demais"                                                                       | 2019 | 5              | - PMB: 2× Diamante | Por Inteiro                   |
| "Hoje Eu Beberei"                                                                       | 2019 | —              | - PMB: Platina     | Felipe Araújo In Brasília     |
| "Mentira"                                                                               | 2019 | 4              | - PMB: Diamante    | Felipe Araújo In Brasília     |
| "Reincidente"                                                                           | 2020 | 7              |                    | Eu & Vocês                    |
| "Você Não Vale" (part. Japinha Conde)                                                   | 2020 | 7              |                    | Não adicionado a nenhum álbum |
| "Despedida de Sofrimento"                                                               | 2023 | 8              |                    | Não adicionado a nenhum álbum |
| "Última Noite" (part. Luan Santana)                                                     | 2023 | 8              |                    |                               |
| "—" denota singles que não entraram nas paradas musicais ou não foram lançados no país. |      |                |                    |                               |

### Como artista convidado
| Título                                                                                  | Ano  | Melhor posição | Álbum                            |
| Título                                                                                  | Ano  | BRA            | Álbum                            |
| --------------------------------------------------------------------------------------- | ---- | -------------- | -------------------------------- |
| "Glicose" (Dan & Edu part. Felipe Araújo)                                               | 2016 | —              | Não adicionado a nenhum álbum    |
| "Tá Procurando Seu Romeu" (Euripinho Sollo part. Felipe Araújo e Mr. Catra)             | 2016 | —              | Ao Vivo em Goiânia               |
| "Tudo Mentira" (Gustavo Moura & Rafael part. Felipe Araújo)                             | 2017 | —              | Ao Vivo em Goiânia               |
| "Decadência" (Hugo & Tiago part. Felipe Araújo)                                         | 2017 | 30             | Hugo & Tiago: Ao Vivo em Goiânia |
| "Me Fez Amar de Novo" (Alex & William part. Felipe Araújo)                              | 2017 | —              | Não adicionado a nenhum álbum    |
| "Hipnotiza" (Rafael Quadros part. Felipe Araújo)                                        | 2017 | 53             | Não adicionado a nenhum álbum    |
| "Coitadinha da Amante" (Ricco & Léo part. Felipe Araújo)                                | 2017 | —              | Não adicionado a nenhum álbum    |
| "Fala a Verdade Pra Ela" (Bia Macedo part. Felipe Araújo)                               | 2017 | —              | Não adicionado a nenhum álbum    |
| "Aí Disgramou" (Talis & Welinton part. Felipe Araújo)                                   | 2017 | 30             | Os Mineiros Tão Chegando         |
| "3 L" (Maycon & Vinicius part. Felipe Araújo e MC Soc)                                  | 2017 | —              | Não adicionado á nenhum álbum    |
| "Bom Sofredor" (Victor & Neto part. Felipe Araújo)                                      | 2018 | —              | Não adicionado á nenhum álbum    |
| "O Plano Falhou" (Fábio Mahan part. Felipe Araújo)                                      | 2018 | —              | Algo Novo                        |
| "Jogo do Amor" (Kamisa Dez part. Felipe Araújo)                                         | 2018 | —              | Não adicionado á nenhum álbum    |
| "Saudade Boa" (Jonas Esticado part. Felipe Araujo)                                      | 2018 | 16             | Recuse Imitação                  |
| "Descontando Aquele Fora" (Amanda Borges part. Felipe Araújo)                           | 2018 | —              | De Hoje em Diante                |
| "Clichê" (Ludmilla part. Felipe Araujo)                                                 | 2018 | 32             | Não adicionado á nenhum álbum    |
| "Agravante Sofrência" (Andri & Hector part. Felipe Araújo)                              | 2018 | —              | Não adicionado á nenhum álbum    |
| "Viral Pisadinha" (Joey Montana part. Felipe Araújo)                                    | 2018 | —              | Não adicionado á nenhum álbum    |
| "Carolina Herrera" (Relber & Allan part. Felipe Araújo)                                 | 2018 | 56             | Live In Goiânia                  |
| "Desafoga" (Matheus Moraes part. Felipe Araújo)                                         | 2019 | —              | Não adicionado a nenhum álbum    |
| "Para Continua" (Kleo Dibah part. Felipe Araújo)                                        | 2019 | 38             | After                            |
| "No Mínimo" (Matheus Henrique & Gabriel part. Felipe Araújo)                            | 2019 | —              | Não adicionado a nenhum álbum    |
| "Não Pensa, Me Liga! (Clayton & Romário part. Felipe Araújo)                            | 2019 | —              | Não adicionado a nenhum álbum    |
| "Casal Saidera" (PH & Michel part. Felipe Araújo)                                       | 2019 | —              | Rolê Diferente 2.0               |
| "Latada na Vida" (Júlia & Rafaela part. Felipe Araújo)                                  | 2019 | 61             | Despertar - A Série              |
| "Tiquin de Nada" (Juninho Campos part. Felipe Araújo)                                   | 2019 | 18             | TBA                              |
| "Eu + Você" (Ferrugem part. Felipe Araújo)                                              | 2021 | 50             | Não adicionado a nenhum álbum    |
| "—" denota singles que não entraram nas paradas musicais ou não foram lançados no país. |      |                |                                  |

## Outras Aparições
| Título                                                                      | Ano  | Álbum                       |
| --------------------------------------------------------------------------- | ---- | --------------------------- |
| "Etiquetada" (Clayton & Romário part. Felipe Araújo)                        | 2016 | Clayton & Romário: Acústico |
| "Pra Que Deixar pra Amanhã" (Zezé Di Camargo & Luciano part. Felipe Araújo) | 2016 | Dois Tempos                 |
| "Coração Sem Futuro" (Rodolfo & Rodrigo part. Felipe Araújo)                | 2017 | Coração no Calendário       |
| "Dr Tarja Preta" (Tayna Agazzi part. Felipe Araújo)                         | 2017 | Nossas Besteiras            |
| "Teoricamente" (Jonathan & Adan part. Felipe Araújo)                        | 2017 | Rasgando o Céu              |
| "A Farra Perdeu pro Amor" (Jimmy Luzzo part. Felipe Araújo)                 | 2017 | Num Estúdio em Goiânia      |
| "Me Chama Outra Vez" (Simone & Simaria part. Felipe Araújo)                 | 2017 | Duetos                      |
| "Dono de Mim" (Sandra & Leonarda part. Felipe Araújo)                       | 2017 | Tá Perfeito                 |
| "Cê Pegar Cê Chora" (Bruno Brunne part. Felipe Araújo)                      | 2018 | Bruno Brunne                |